# اردا (یوتا)
اردا (به انگلیسی: Erda) یک منطقهٔ مسکونی در ایالات متحده آمریکا است که در شهرستان تویلی، یوتا واقع شده‌است. اردا ۵۸٫۲ کیلومتر مربع مساحت و ۴٬۶۴۲ نفر جمعیت دارد و ۱٬۳۲۴ متر بالاتر از سطح دریا واقع شده‌است.